# Lijst van bouwwerken op de campus van Tilburg University
Deze pagina geeft een overzicht van bouwwerken op de campus van de Tilburg University in het westen van de Noord-Brabantse stad Tilburg. De campus op de voormalige herdgang De Reit werd begin jaren 60 ontwikkeld naar masterplan van Jos. Bedaux. Veel van de eerste generatie gebouwen zijn ook door hem ontworpen. De ontwerpers van latere bouwwerken lieten zich vaak inspireren door Bedaux's modernistische stijl zodat er een betrekkelijk architectonisch uniforme universiteitscampus is ontstaan. 

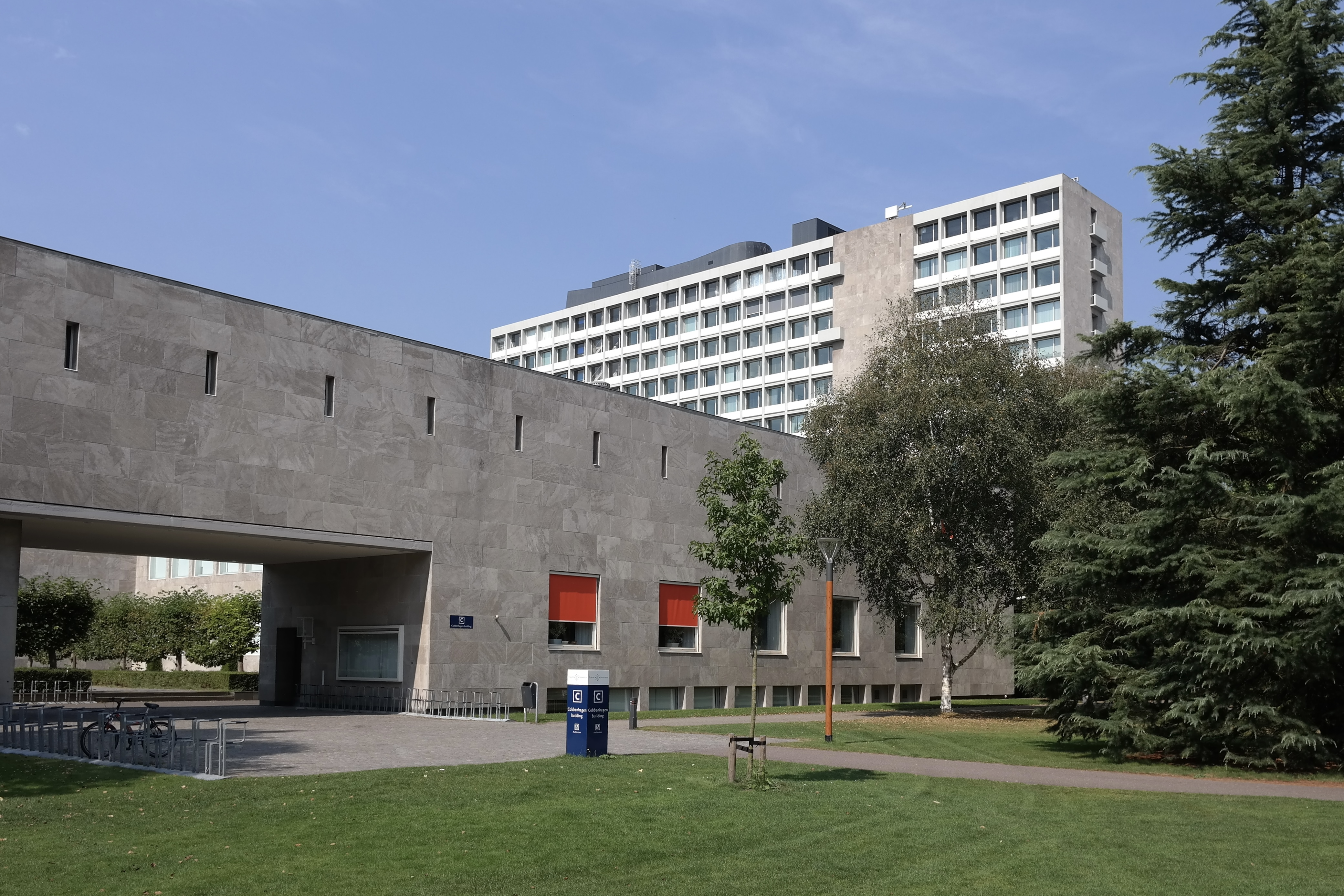
Cobbenhagen Building met de hoogbouw van het Koopmans Building op de achtergrond

## Gebouwen
| Naam                                         | Vernoemd naar        | Bouwjaar | Huidig gebruik                                                                   | Architect                                       | Afbeelding |
| -------------------------------------------- | -------------------- | -------- | -------------------------------------------------------------------------------- | ----------------------------------------------- | ---------- |
| Cobbenhagen Building Gebouw A                | Martinus Cobbenhagen | 1962     | aula, collegezalen                                                               | Jos. Bedaux                                     |            |
| Olympia building                             | Olympia              | 1963     | sportcomplex                                                                     | Jos. Bedaux                                     |            |
| Maranatha Studentenkerk                      | Maranata             | 1967     | studentenkerk                                                                    | Jos. Bedaux                                     |            |
| Koopmans building Gebouw B                   | Tjalling Koopmans    | 1972     | Tilburg School of Economics and Management                                       | Jos. Bedaux                                     |            |
| Goossens building Gebouw C                   | Thomas Goossens      | 1972     | collegezalen, rekencentrum, supermarkt, café                                     | Jos. Bedaux                                     |            |
| Academia building voormalige kunstacademie   |                      | 1972     | college- en vergaderzalen                                                        | Hugh Maaskant                                   |            |
| Simon building voormalig Rijkskantorengebouw | Herbert A. Simon     | 1975     | School of Social and Behavioral Sciences                                         | Jos. Bedaux                                     |            |
| Tilburg University Bibliotheek               |                      | 1992     | universiteitsbibliotheek                                                         | Martien Jansen OD205                            |            |
| Warande building                             | Oude Warande         | 1992     | collegezalen                                                                     | Martien Jansen                                  |            |
| Zwijsen building                             | Joannes Zwijsen      | 1992     | stiltecentrum                                                                    | Ad Roefs                                        |            |
| Dante building                               | Dante Alighieri      | 1997     | Tilburg School of Humanities and Digital Sciences Faculteit Geesteswetenschappen | Anton Becker                                    |            |
| Esplanade building                           |                      | 1998     | studentencentrum                                                                 | Christian Kieckens                              |            |
| TIAS School for Business and Society         |                      | 1998     | business school                                                                  | Christian Kieckens                              |            |
| Montesquieu building                         | Montesquieu          | 2005     | Tilburg Law School                                                               | Stefan Ritzen                                   |            |
| Intermezzo                                   |                      | 2010     | studentenhuisvesting                                                             | Storimans Wijffels Architecten                  |            |
| Faculty Club                                 |                      | 2011     | Faculty club                                                                     | Hans Timmermans Shift Architecture and Urbanism |            |
| CUBE                                         |                      | 2018     | onderwijs- en zelfstudiecentrum                                                  | KAAN Architecten                                |            |
| Marga Klompé building                        | Marga Klompé         | 2024     | onderwijsgebouw                                                                  | Powerhouse Company                              |            |

Voormalige gebouwen van de universiteit
| Naam                       | Bouwjaar                            | functie                         | Architect                                           | Afbeelding |
| -------------------------- | ----------------------------------- | ------------------------------- | --------------------------------------------------- | ---------- |
| Mensagebouw                | 1965                                | studentencentrum tot 1981       | Jos. Bedaux                                         |            |
| Prisma building Gebouw P/S | 1965 (P) /1979 (S) gesloopt in 2021 | faculteit Sociale Wetenschappen | Nick Geerts (gebouwdeel S) Kraaijvanger Architecten |            |